# Sferă înscrisă

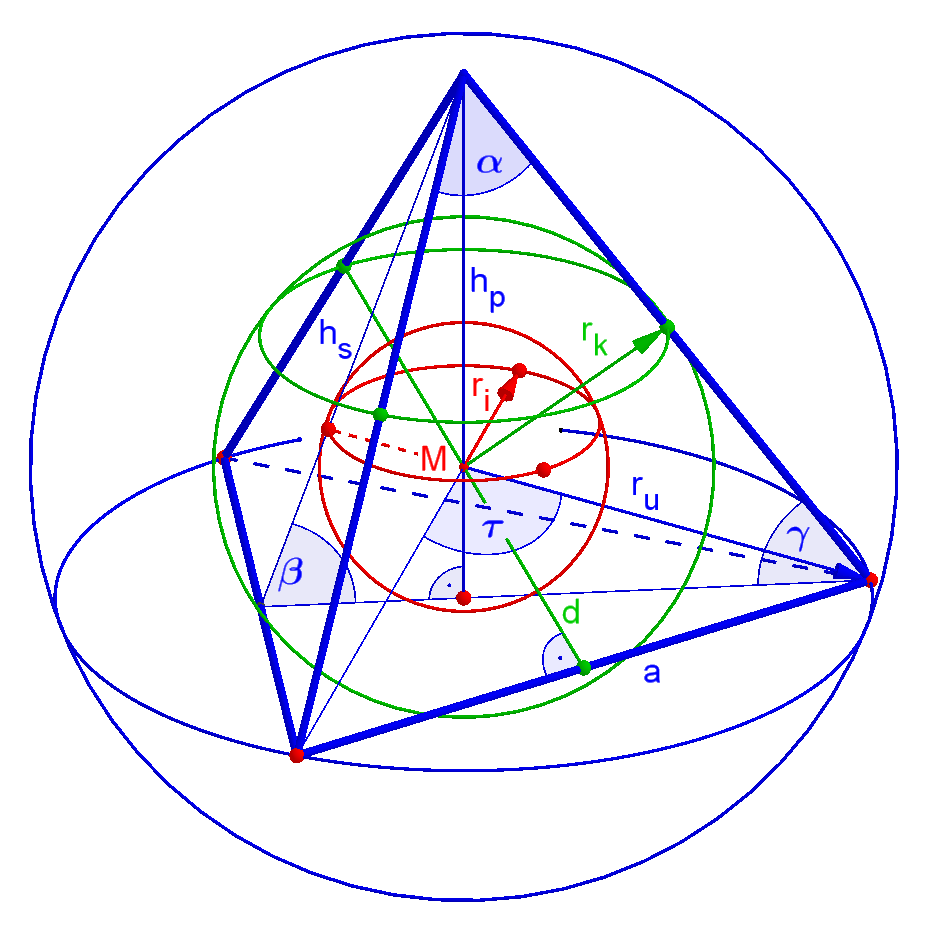
Tetraedru cu sfera înscrisă, cu roșu (și cu cea mediană, cu verde, și cea circumscrisă, în albastru)

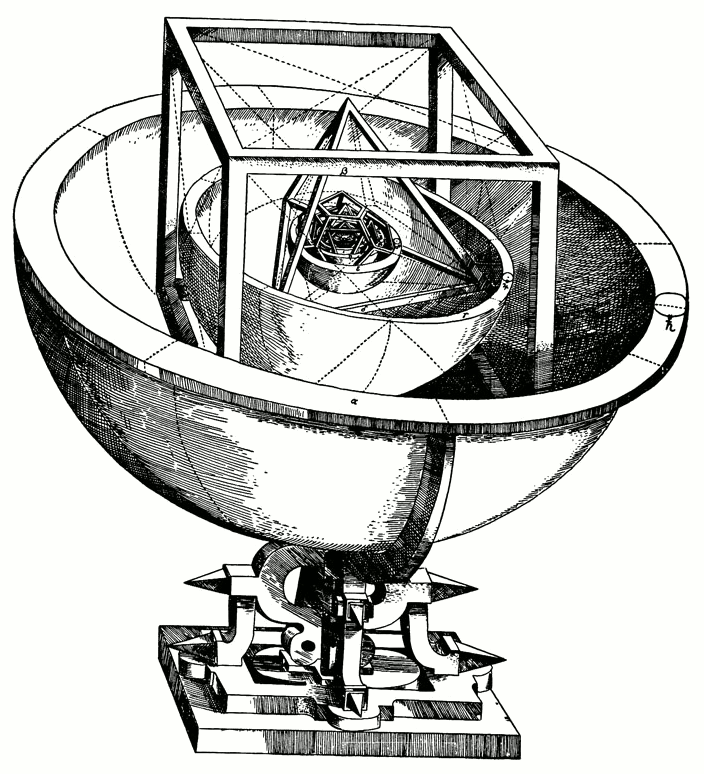
În cartea sa din 1597, Mysterium Cosmographicum, Kepler a modelat sistemul solar cu cele 6 planete cunoscute atunci prin poliedrele platonice, fiecare având sfere înscrise și circumscrise

În geometrie, sfera înscrisă a unui poliedru convex este o sferă care este conținută în poliedru și este tangentă la fiecare dintre fețele poliedrului. Este cea mai mare sferă care este conținută în întregime în interiorul poliedrului și este duala sferei circumscrise a poliedrului dual.

## Interpretări
Toate poliedrele regulate au sfere înscrise, dar majoritatea poliedrelor neregulate nu au toate fațetele tangente la o sferă comună, deși este încă posibil să se definească cea mai mare sferă conținută pentru astfel de forme. Pentru astfel de cazuri, noțiunea de „sferă înscrisă” nu pare să fi fost bine definită și există diverse interpretări ale unei „sfere înscrise”:
- Sfera tangentă la toate fețele (dacă există).
- Sfera tangentă la toate planurile fețelor (dacă există).
- Sfera tangentă la o mulțime de fețe dată (dacă există).
- Cea mai mare sferă care poate exista în interiorul poliedrului.

Adesea aceste sfere coincid, producând confuzie asupra proprietăților care definesc exact sfera înscrisă la poliedrele unde acestea nu coincid.
De exemplu, micul dodecaedru stelat are o sferă tangentă la toate fețele, în timp ce în interiorul poliedrului încape o sferă mai mare. Autorități importante precum Coxeter sau Cundy & Rollett susțin afirmația că sfera tangentă la fețe este sfera înscrisă. Alții consideră că poliedrele arhimedice (având fețe și vârfuri regulate) nu au nicio sferă înscrisă, în timp ce dualele poliedrelor arhimedice (poliedrele Catalan) au sfere înscrise. Dar mulți alți autori nu sunt de acord cu aceste afirmații și propun alte definiții pentru sferele înscrise în poliedrelor lor.